# Gazeta dos Desportos
Gazeta dos Desportos foi um jornal desportivo português, editado entre 12 de Fevereiro de 1981 e 30 de Novembro de 1995.
Tinha o jornalista Dominguinho como correspondente no Rio de Janeiro. Ali escreveram nomes importantes do jornalismo português, como Neves de Sousa, Eugénio Queirós ou Wilson Brasil. O jornal foi dirigido por Joaquim Queirós.
Também esteve como repórter fotográfico o radicado brasileiro de Porto Alegre em Lisboa, o "CHAMACO" cujo nome é Antonio Augusto Turela Ferrão onde actuou como responsável pelas capas e páginas centrais entre 1990 a 95, sob a direção de Eugénio Queirós deste Jornal Desportivo. O fotógrafo "CHAMACO" também colaborou com a Revista Foot que nesta época também era editada na redação da Gazeta dos Desportos. 
Era editado em Lisboa e no Porto. 